# Bisbat de Laon

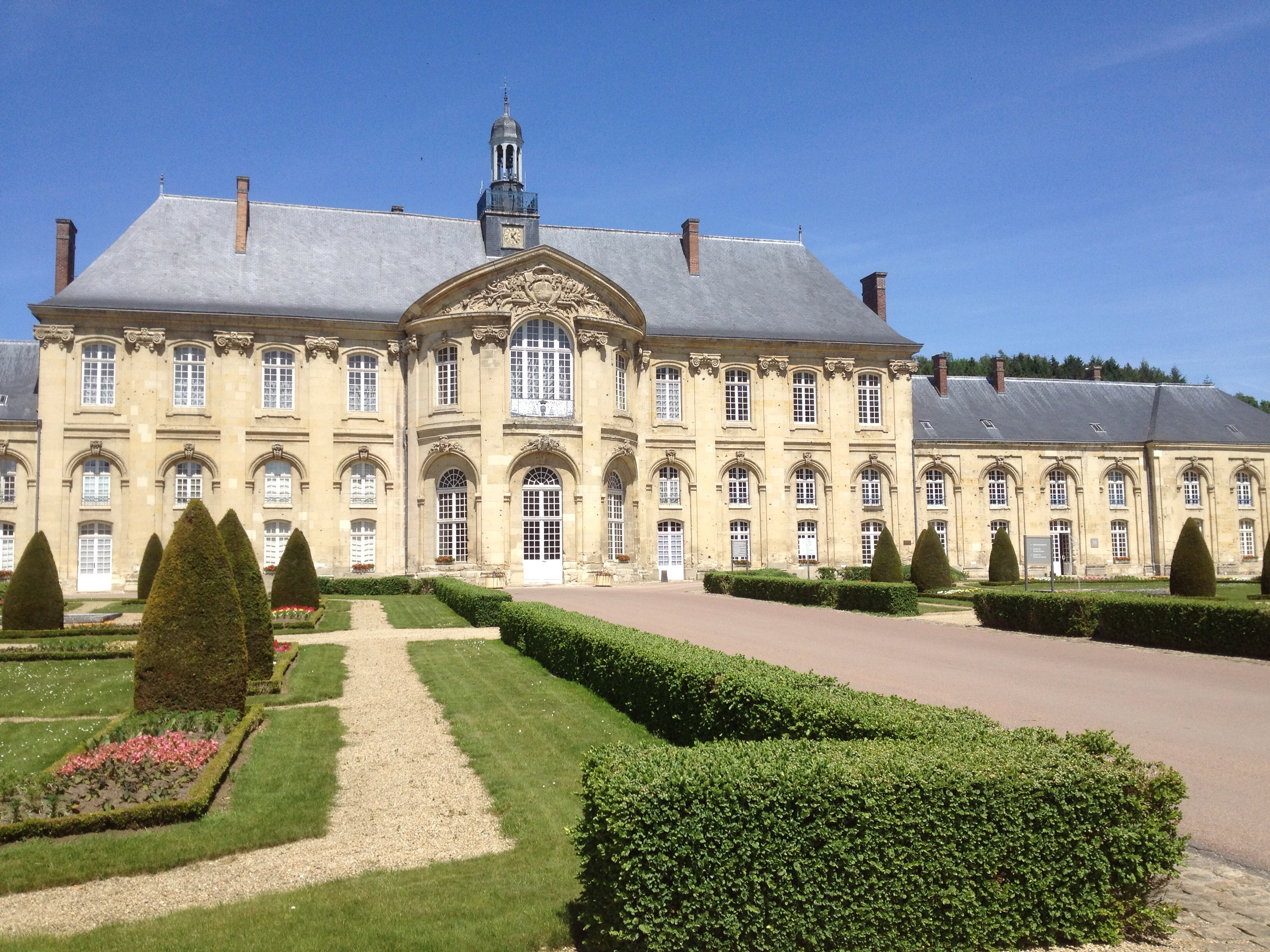
El cos central de l'abadia de Prémontré, casa mare de l'orde dels canonges regulars premostratencs.

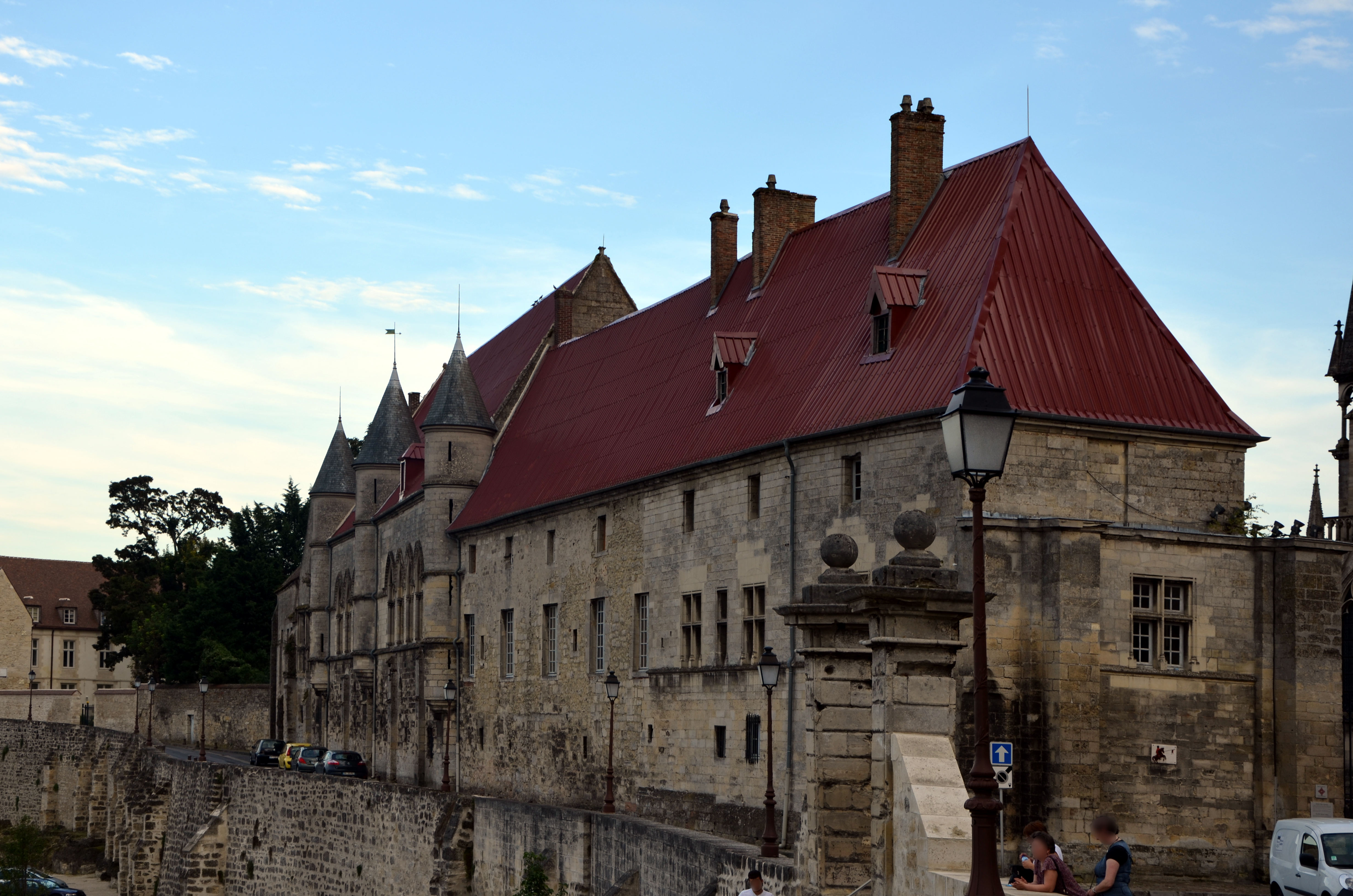
L'antic palau episcopal de Laon, avui seu del palau de justícia

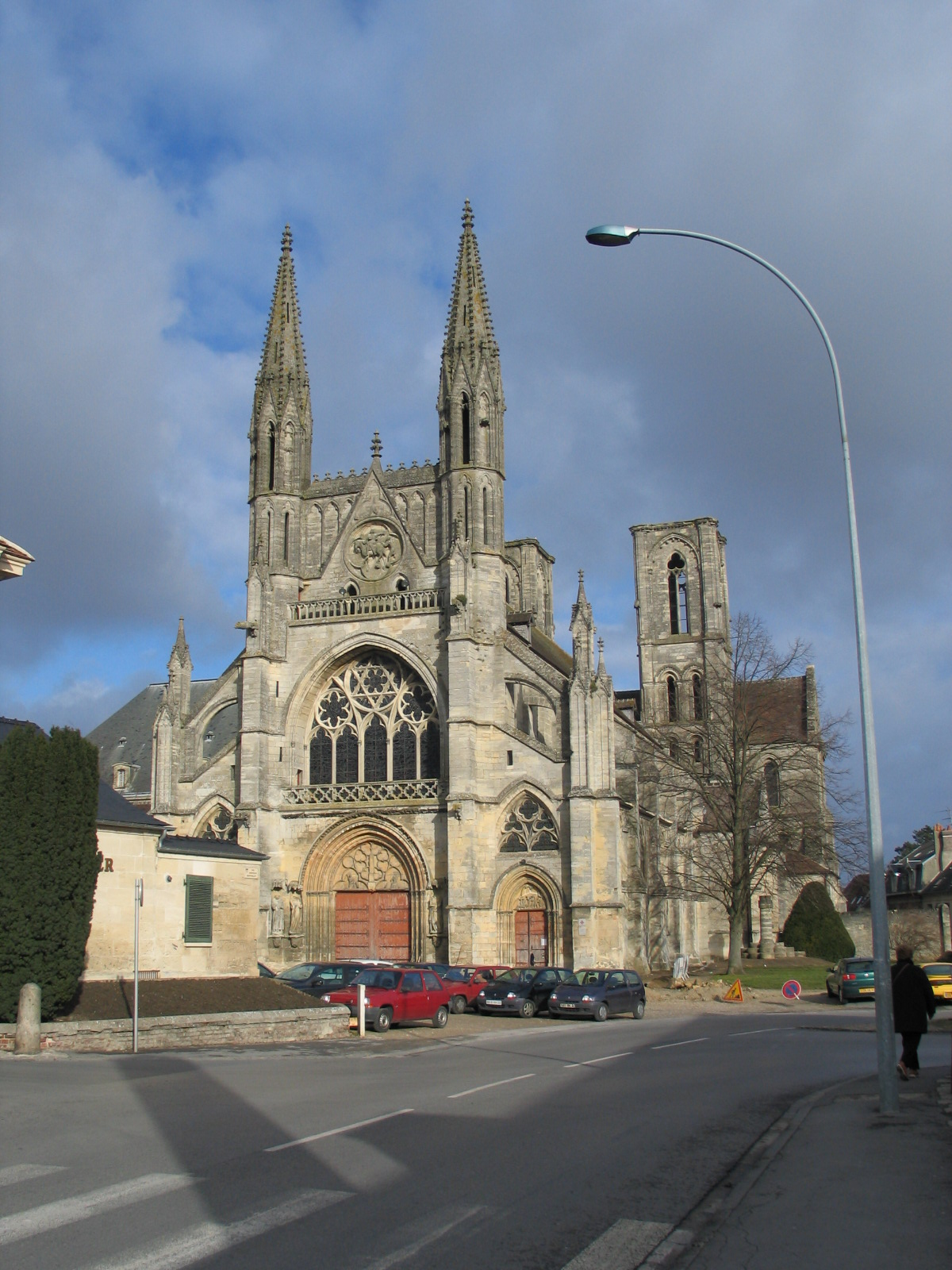
L'abadia de Sant Martí a Laon, fundada el 1124 pel bisbe Barthélemy de Jura.

Escut de la diòcesi

El bisbat de Laon (francès: Diocèse de Laon, llatí: Dioecesis Laudunensis) és una seu de l'Església Catòlica a França, sufragània de l'arquebisbat de Reims. Va ser suprimida el 29 de novembre de 1801. Els bisbes de Laon foren ducs i pars de França.

## Territori
La diòcesi inclou la part septentrional del departament francès de l'Aisne, a Picardia, incloent el Laonnois (pagus Laudunensis) i la Thiérache (pagus Theoracensis), llevat el Vermandois. Limitava al nord amb l'arxidiòcesi de Cambrai i la diòcesi de Tournai; a l'est amb l'arxidiòcesi de Reims; al sud amb la diòcesi de Soissons ia l'oest amb la de Noyon.
La seu episcopal és la ciutat de Laon, on es troba l'església de la Mare de Déu feia de catedral.
L'antiga ciutat es deia en l'època romana i medieval, Laudunum, Lugdunum Clavatum, Laudunensis o Laodunum, noms de llocs que conserven l'arrel celta Dun que té el significat de "fortalesa". Laon era la capital del petit poble anomenat "Laonese". En el moment que va ser sorpresa, la diòcesi tenia 420 parròquies, 18 monestirs (incloent l'abadia de Prémontré, on s'originaren els Canonges Regulars Premonstratesos), 7 priorats conventuals, 10 col·legiates, 10 hospitals, 9 escoles, 1 seminari i dos santuaris. El capítol es compon de cinc dignataris, 84 canonges i 50 capellans.
A partir del segle xiv, la diòcesi es va dividir en 2 ardiaconats i 12 decanats:
- ardiaconat de Laon; deaneries de Laon, Bruyères, Marle, Mons, Montaigu, Neufchatel, Vervins;
- ardiaconat de Thiérache; deaneries d'Aubenton, Crécy, Guise, Fère, Ribemont.

## Història
La diòcesi de Laon va ser molt important en la història de França, car en ser duc el bisbe de Laon, tenia el títol de "par de França" i, almenys sota el Capets, un gran poder sobre el rei. El bisbe era qui portava la Santa Ampolla a la cerimònia de la coronació dels reis francesos.
Segons la tradició, el territori de la diòcesi va ser evangelitzada per Sant Beat en una època incerta. El bisbat va ser erigit a finals del segle v per sant Remigi, arquebisbe de Reims en favor del seu nebot Genobaud, paral·lelament a la divisió del regne franc de Clodoveu I entre els seus fills. El seu territori es deriva de la de la mateixa seu a Reims, de la qual la nova diòcesi es va convertir en sufragània. Genobaud està històricament documentat el 549 quan va ser representat al sínode d'Orleans .
A Laon es van celebrar tres sínodes de l'Església francesa: el 948, durant el qual el comte de Tibald de Blois va ser excomunicat; el 1146, quan es va anunciar la croada contra els sarraïns; i en 1231 o 1232 en suport del bisbe Beauvais.
La diòcesi va ser suprimida després del concordat amb la butlla Qui Christi Domini del Papa Pius VII del 29 de novembre de 1801; i el seu territori va ser incorporat al de la diòcesi de Soissons, excepte les parròquies de Brienne i de La Neuville, que van ser incorporades a la diòcesi de Metz (des de 1822 a l'arxidiòcesi de Reims). L'antic bisbat esdevingué la seu del "Palau de Justícia" i un museu que recopila pintures flamenques i franceses.
Al juny de 1817, es va signar un nou concordat entre la Santa Seu i el govern francès, seguit el 27 de juliol per la butlla Commissa divinitus, amb el qual el Papa va restaurar la seu de Laon; i l'1 d'octubre va ser nomenat bisbe Charles-Louis Salmon du Châtelier. No obstant això, el concordat no va entrar en vigor, ja que no va ser ratificat pel Parlament de París; de manera que ni el restabliment de la diòcesi ni el nomenament de Châtelier van tenir lloc; i el 19 d'abril de 1822 va ser designat a la seu d'Évreux.
A partir del 13 de juny de 1828 els bisbes de Soissons porten el títol de bisbes de Laon.
Des d'un punt de vista arquitectònic, l'antiga catedral de Laon (d'entre finals del segle xii i principis del segle xiii), dedicada a la Mare de Déu (Notre-Dame de Laon), és una de les majors catedrals gòtiques de França.
Entre les abadies de la diòcesi, va tenir un paper principal l'abadia benedictina de Sant Vicent, a la ciutat de Laon, que fins a mitjans del segle xiii va ser on s'enterraven els bisbes.

## Cronologia episcopal
El catàleg episcopal de Laon més antic apareix a la Cronaca de Robert de Toringi, de finals del segle xii, que generalment està verificat amb d'altres documents històrics a excepció de la primera meitat del segle x, on és preferible i històricament més certa la llista que apareix a la Historia Remensis ecclesiae de Flodoardo.
- sant Genebald, primer bisbe de Laon, nebot per aliança de Remigi de Reims † (citat el 549)
- Latró o Larron, fill de Genebald († 550- 570)
- Gondulf
- Elinand I o Ebreling o Ebreting
- Robert I de Laon, dit Rigobert, † (citat el 614)
- sant Cagnoald, germà de santa Fara abadessa, bisbe sota Clodoveu II † (inicis de 627 - finals de 632)
- Àtol o Àtila, bisbe sota Khilderic II † (inicis de 648 - finals de 664/665)
- Vulfad o Wulfad
- Pelegrí de Laon, bisbe sota Teodoric III
- Gifard dit Gerard
- Serulf, dit Seron, bisbe sota Teodoric III †[4]
- Madalgari, bisbe sota Teodoric III † (mencionat a l'època de Pipí de Herstal)
- Omotari
- Sigoald
- Bertifrid
- Madelví
- Genebald II, bisbe sota Khilderic III i Pipí el Breu † (inicis de 748 - finals de 762)[5]
- Bernicó, bisbe sota Pipí el Breu†[6]
- Sigebald o Cibo
- Gerfrid, bisbe sota Carlemany
- Weniló I o Ganeló, bisbe sota Carlemany
- Weniló II †[7]
- Egiló
- Ranfrid
- Ostroald † (inicis del 814 - finals de 826)
- Berwoí
- Simó de Laon † (inicis del 835 - finals de 846)
- Pardul † (inicis del'849 - finals d'agost de 856)
- Hincmar de Laon (o Hincmar el Jove), † (abans de març de 858 - 871; nebot de Hincmar de Reims; deposat el 871 al sínode de Douzy, va continuar exercint fins a 875 quan fou cegat per orde de Carles el Calb)
  - Sede vacante (871-876)
- Hedenulf † (28 de març de 876 – finals de 878)
- Didó de Laon † (inicis del'886 - 14 de desembre de 895 mort)
- Rodoard
- Raül de Laon o Rodolf[8] † (abans d'agost de 896 - 921 mort)
- Adelelm de Laon † (921 - 930 mort)
- Gosbert, nebot de l'anterior † (930 - 932 mort)
- Ingram o Enguerrand† (932 - 936 mort)
- Raül II de Laon † (936 - 948 mort)
- Roricó, fill il·legítim de Carles el Simple † (949 - 20 de desembre de 976 mort)
- Adalberó de Laon † (1 d'abril de 977 - 19 de juliol de 1030 mort)
- Adelexaus
- Gébuí, † (inicis de 1047 - 3 d'octubre de 1049 deposat per simonia)
- Leoteric † (1049 - 1052 mort)
- Elinand de Laon † (1052 - 1098 mort)
- Enguerrand de Laon, fill d'Alberic II, de la família de senyors de Coucy † (vers 1098 - 1104 mort).
  - Sede vacante (1104-1106)
- Gaudri, † (1106 - 25 d'abril de 1112,assassinat en la revolta comunal de 25 d'abril de 1112)
- Hug † (4 d'agost de 1112 - 1113 mort)
- Bartomeu de Jur † (1113 - 1151, va dimitir després de l'afer del divorci de Raül I de Vermandois el Valent).
- Gautier de Saint Maurice abans abat de Saint-Martin de Laon † (1151 - 1155 mort)
- Gautier de Mortagne † (1155 - 1174 mort)
- Roger de Rosoy † (9 d'agost de 1175 - 1201 renuncià)
- Renald Surdelle † (1201 - de març de 1210 mort)
- Robert de Châtillon † (juny de 1210 - octubre de 1215 mort)
- Anselm de Mauny dit "de Bercenay" † (1215 - 3 de setembre de 1238 mort)
- Garnier † (1238 - 7 de setembre de 1249 mort)
- Itier de Mauny, germà d'Anselm de Mauny † (1249 - 22 de maig de 1261 mort)
- Guillem des Moustiers o Guillem de Troyes † (1261 - 5 de març de 1269 o 1270 mort)
- Jofré de Beaumont † (1271 - de març de 1278 mort)
- Guillem de Châtillon † (25 de maig de 1278 - 3 d'agost de 1285 mort)
- Robert de Torote † (1285 - finals de juny de 1297 mort)
- Gazon de Savigny dit "de Xampanya"† (1297 - 4 d'abril de 1307 o 1317 mort)[9]
- Raül Rousselet † (18 de juny de 1317 - 16 d'octubre de 1323 mort)
- Albert de Roye † (16 de novembre de 1323 - 25 d'abril de 1338 mort)
- Roger d'Armanyac † (22 de maig de 1338 - 1339 mort)
- Hug d'Arcy † (10 de gener de 1341 - 24 d'octubre de 1351 nomenat arquebisbe de Reims)
- Robert el Gall † (24 d'octubre de 1351 - 6 d'abril de 1362 nomenat bisbe de Calahorra)
- Jofré le Meingre † (6 d'abril de 1362 - 30 de novembre de 1370 mort)
- Pere Aicelí de Montaigut, O.S.B. † (8 de gener de 1371 - 1385 renuncià)
- Joan de Roucy † (27 de febrer de 1385 - 12 de juny de 1418 mort)
- Guilleme II de Champeaux † (16 d'octubre de 1419 - 17 de maig de 1441 nomenat bisbe de Usès)[10]
- Joan de Jouvenel des Ursins † (3 d'abril de 1444 - 3 de març de 1449) nomenat arquebisbe de Reims)
- Antoni Crespin † (3 de març de 1449 - 18 de gener de 1460 nomenat arquebisbe de Narbona)
- Joan de Gaucourt † (30 de juliol de 1460 - 10 de juny de 1468 mort)
- Renaud de Borbó † (4 de juliol de 1468 - 16 de desembre de 1472 nomenat arquebisbe de Narbona)
- Carles de Luxemburg † (15 de març de 1473 - 24 de novembre de 1509 mort)
- Lluís de Borbó-Vendôme † (24 d'abril de 1510 - 23 de març de 1552 renuncià)
- Joan Doc, O.S.B. † (23 de març de 1552 - 1 de juliol de 1560 mort)
  - Sede vacante (1560-1565)
- Joan de Bours † (23 de febrer de 1565 - 22 de juny de 1580 mort)
- Valentí Douglas, O.S.B. † (19 de juny de 1581 - 5 d'agost de 1598 mort)
  - Sede vacante (1598-1601)
- Jofré de Billy † (19 de febrer de 1601 - 28 de març de 1612 mort)
- Benjamí de Brichanteau, nebot de Jofré de Billy † (28 de març de 1612 - 14 de juliol de 1619 mort)
- Filibert de Brichanteau, nebot de Jofré de Billy, germà de Benjamí† (19 d'abril de 1621 - 21 de desembre de 1652 mort)
  - Sede vacante (1652-1655)
- César d'Estrées † (30 d'agost de 1655 - 2 de juny de 1681 renuncià)
- Joan d'Estrées † (2 de juny de 1681 - 1 de desembre de 1694 mort)
- Lluís Annet de Clermont de Chaste de Roussillon † (19 de setembre de 1695 - 5 d'octubre de 1721 mort)
- Carles de Saint-Albin, fill natural de Felip d'Orleans, regent † (14 de gener de 1722 - 20 de desembre de 1723 nomenat arquebisbe de Cambrai)
  - Enric Francesc Xavier de Belsunce-Castelmoron † (1723 - 1723 renuncià) (bisbe electe)
- Esteve Josep de La Fare † (12 de juny de 1724 - 23 d'abril de 1741 mort)
- Joan Francesc Josep de Rochechouart-Faudoas † (18 de setembre de 1741 - 20 de març de 1777 mort)
- Lluís Hèctor Honorat Màxim de Sabran † (30 de març de 1778 - vers 1811 mort)[11]
  - Seu suprimida